# 4435 Holt
4435 Holt eller 1983 AG2 är en asteroid i huvudbältet som korsar Mars omloppsbana. Den upptäcktes 13 januari 1983 av den amerikanska astronomen Carolyn S. Shoemaker vid Palomar-observatoriet. Den är uppkallad efter den amerikanske astronomen Henry E. Holt.